# Auguste Trémont
Auguste Nicolas Trémont, més conegut com a Auguste Trémont, (Ciutat de Luxemburg, 31 de desembre de 1892 - Ciutat de Luxemburg, 23 d'octubre de 1980) va ser un escultor, pintor i dibuixant luxemburguès. Es va especialitzar en escultures d'animals, amb un èmfasi particular en els grans felins.

## Biografia
Després de passar la seva infància a Luxemburg, Auguste Trémont es va traslladar a París, on es va matricular en l'Escola d'Arts Decoratives el 1909. La Primera Guerra Mundial ho va sorprendre mentre estava de visita a Luxemburg. Mentre tractava de fer el seu camí de tornada a París passant a través de Suïssa, va ser detingut per les forces alemanyes a la vora de la frontera amb Suïssa i va ser empresonat. Una vegada posat en llibertat, va tornar a Luxemburg, on va romandre fins al final de la guerra el 1918, treballant en una fàbrica d'acer a Dudelange. Aquest treball li va donar l'oportunitat de practicar les seves habilitats fent dibuixos de treballadors de l'acer en acció; ell també es va fer amic del futur president del Grup Arbed Aloyse Meyer.
Al final de la guerra, Trémont va tornar a París, on va estudiar a l'École des Beaux-Arts. La primera vegada es va especialitzar en retrats i fotografies de París. Això va canviar quan va visitar el Jardí de les Plantes i els zoològics, on va trobar els subjectes que es convertirien a la seva principal àrea d'especialització: els animals. Més endavant a la seva vida, quan se li va preguntar per què va escollir aquest tema, va respondre: «perquè era la tasca més difícil».

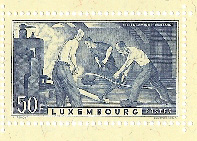
Segell amb un dibuix de miners de Trémont

El 1924, Trémont va fer les seves primeres escultures, i posteriorment va desenvolupar les seves habilitats mitjançant la creació d'escultures d'animals en varietat de mides i espècies. A la fi de 1930 i principis de 1920 van ser els seus anys més productius; és durant aquest període que ell va esculpir, a París, dos grans lleons que ara decoren l'entrada de l'Ajuntament de Luxemburg. Va passar la Segona Guerra Mundial a París, i va tornar a Luxemburg al final de la guerra, on va crear els monuments a les víctimes de la guerra.
El treball de Trémont va ser posat a disposició del públic mitjançant la galeria d'art Ruhlmann, després Edgar Brandt i Malesherbes galeries d'art. El seu treball també està representat a nombrosos segells de Luxemburg.

## Principals obres
Obres de Trémont adornen alguns dels edificis més destacats en la seva ciutat natal de la ciutat de Luxemburg, incloent Santa Maria de Luxemburg i l'Ajuntament de Luxemburg. Ell també va crear escultures per als pavellons de Luxemburg a l'Exposició Internacional de Brussel·les 1935 i la de París de 1937.
- 1924: Ximpanzé

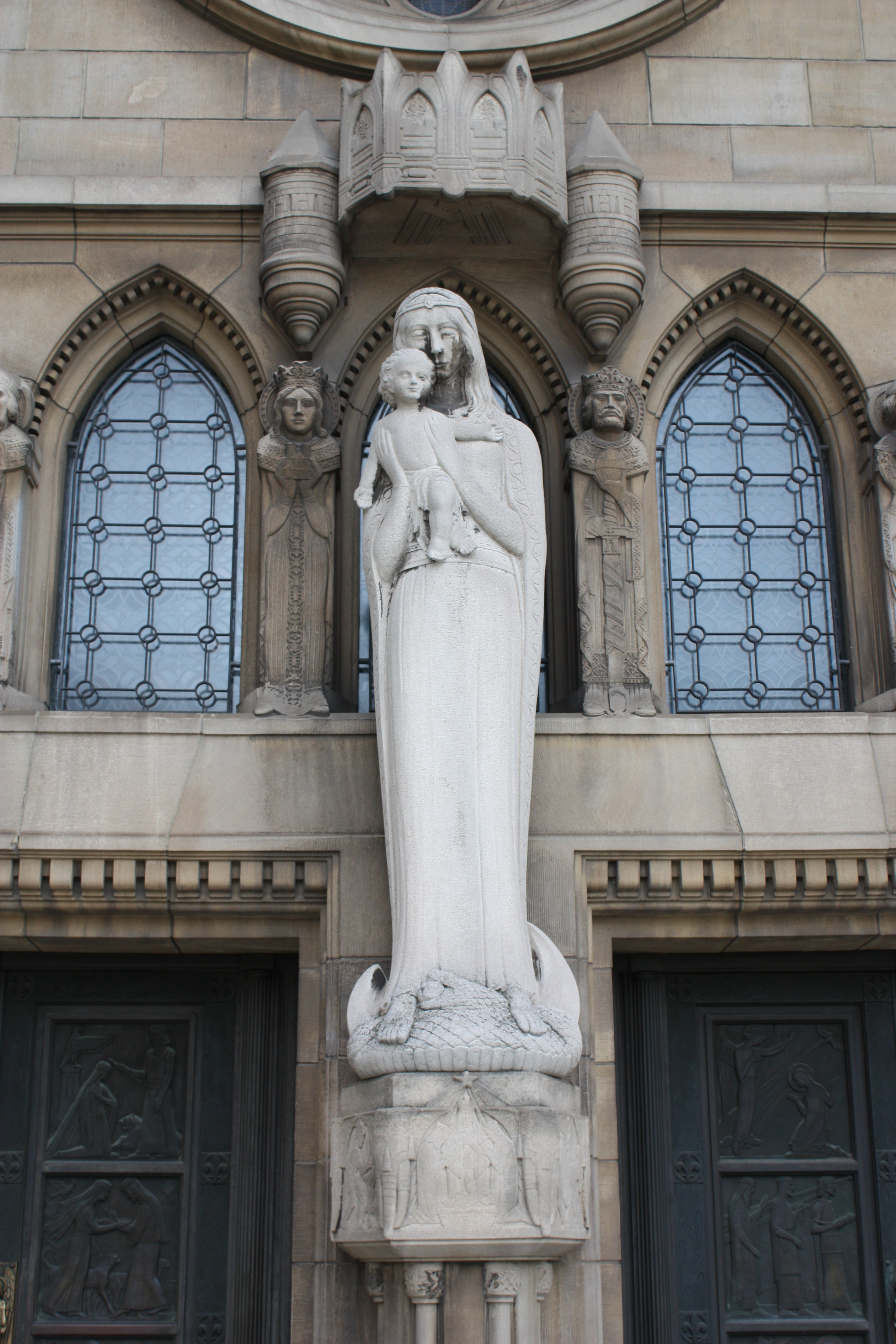
Madonna a la catedral de Luxemburg

- Pantera, Parella de Tigres Reials
- 1926-1932: Pantera negra, Pantera donant voltes, Tigre, Elefant, Lleó, Biso
- 2 lleons (Ajuntament de Luxemburg)
- 1932: Costa d'Ivori, Buffalo nan
- Parella de Tigres Reials, Stag (comprat per la ciutat de París)
- 1935: Miners (pavelló de Luxemburg de l'Exposició Internacional de Brussel·les)
- 1936: escenes religioses (Catedral de Luxemburg)
- 1937: Hind (pavelló de Luxemburg de l'Exposició Internacional de París)
- 1945: Medalla de l'Alliberació
- Monument als Morts (Differdange)
- Monument als soldats morts

## Honors
- 1918 - Prix Grand-Duc Adolphe